# Ätradalsleden
Ätradalsleden is een landelijke langeafstandsfietsroute in Zweden. De route start in Falköping en eindigt in Falkenberg. De route is vernoemd naar de rivier Ätran die bij Falkenberg uitmondt in het Kattegat. Het traject is bewegwijzerd in twee richtingen met de naam en het nummer 5 en is onderdeel van de nationale fietsroutes van Zweden. 

## Traject
Vanaf de startplaats Falköping tot aan Ambjörnarp loopt de route over oude spoorlijnen die zijn omgebouwd tot fietspad. De route voert door het landschap Västergötland. Het laatste deel van de route gaat door het landschap Halland. In eindpunt Falkenberg wordt het Kattegat bereikt. Hier kan worden aangesloten op de EuroVelo EV7 Route van de Zon, de EuroVelo EV12 Noordzeeroute en de landelijke route Kattegattleden.

## Aansluitingen met Europese routes
- In Falkenberg kan worden aangesloten op de EuroVelo EV7 Route van de Zon.
- In Falkenberg kan worden aangesloten op de EuroVelo EV12 Noordzeeroute.

## Aansluitingen met andere routes
- In Falkenberg kan worden aangesloten op de landelijke route Kattegattleden.
- Diverse regionale routes in Zweden.